# Kyle Kashuv
Kyle Kashuv (20 de mayo de 2001) es un activista conservador estadounidense. Sobrevivió al tiroteo en la escuela secundaria Stoneman Douglas en 2018 y posteriormente abogó por los derechos a la portación de armas, en particular en oposición al movimiento March for Our Lives.

## Tiroteo y activismo
El 14 de febrero de 2018, durante el tiroteo en la secundaria Stoneman Douglas, Kashuv se escondió en un armario cerca del edificio donde ocurrió el ataque. Tenía 16 años y cursaba su tercer año. Más tarde solicitó al presidente Donald Trump que le otorgara a Peter Wang, un estudiante que había ayudado a varios otros a escapar antes de que lo mataran, la Medalla Presidencial de la Libertad.
En abril de 2018, Kashuv dijo que fue interrogado e intimidado por un oficial del condado de Broward y un oficial de seguridad de la escuela después de que publicó una foto en donde se lo ve posando en un campo de tiro con un rifle AR-15 en su cuenta de Twitter. Kashuv explicó que quería aprender la "mecánica física" de las armas y cómo defenderse, así como "mostrar a la gente que el problema es la gente, no las armas". El maestro de historia de Marjory Stoneman Douglas High, Greg Pittman, dijo que el gesto fue de mal gusto. Kashuv dijo que otros estudiantes le dijeron que Pittman lo llamó el "próximo Hitler" mientras debatían sobre la foto.
Kashuv es simpatizante del Partido Republicano. Apoyó a Donald Trump en las elecciones presidenciales de 2016; respaldando sus ideas sobre la inmigración, el muro fronterizo y el enfoque de "Estados Unidos primero" de Trump. Kashuv fue inicialmente guiado por los comentaristas conservadores Ben Shapiro y Guy Benson. Kashuv también trabajó para la campaña de Ron DeSantis para la elección para gobernador de Florida de 2018. Para marzo de 2018, Kashuv estaba en proceso de producir una aplicación para teléfonos móviles, ReachOut, cuyo objetivo es permitir que los estudiantes que tienen problemas emocionales pidan ayuda. En julio de 2018, pronunció un discurso en la Cumbre Conservadora Nacional Occidental de 2018. También pronunció un discurso en abril de 2019 en la reunión anual de la Asociación Nacional del Rifle (NRA).
En julio de 2018, el Miami Herald escribió que Kashuv había «ganado seguidores a nivel nacional como contrapeso al movimiento March For Our Lives». Associated Press, en febrero de 2019, describió a Kashuv como «la voz conservadora más prominente entre los estudiantes».

### Turning Point USA
Kashuv se convirtió en director de extensión de la escuela secundaria del grupo conservador Turning Point USA y pronunció discursos sobre los derechos de armas, incluso en la Universidad de Princeton. Kashuv invitó al fundador de Turning Point USA, Charlie Kirk, a dirigirse a Marjory Stoneman Douglas High, pero la escuela no permitió la actividad. Kashuv ayudó a planificar la Cumbre de Liderazgo de Escuelas Secundarias de 2018 de la organización para más de 800 estudiantes, y Fox News lo elogió en julio de 2018 como «un modelo a seguir para los jóvenes conservadores de todo el país». Ese mes, Kirk describió a Kashuv como «un portavoz nacional de uno de los temas más controvertidos y divisivos de nuestro tiempo» y como «probablemente el defensor de las armas más odiado en ese momento además de Dana Loesch», una portavoz de la NRA.

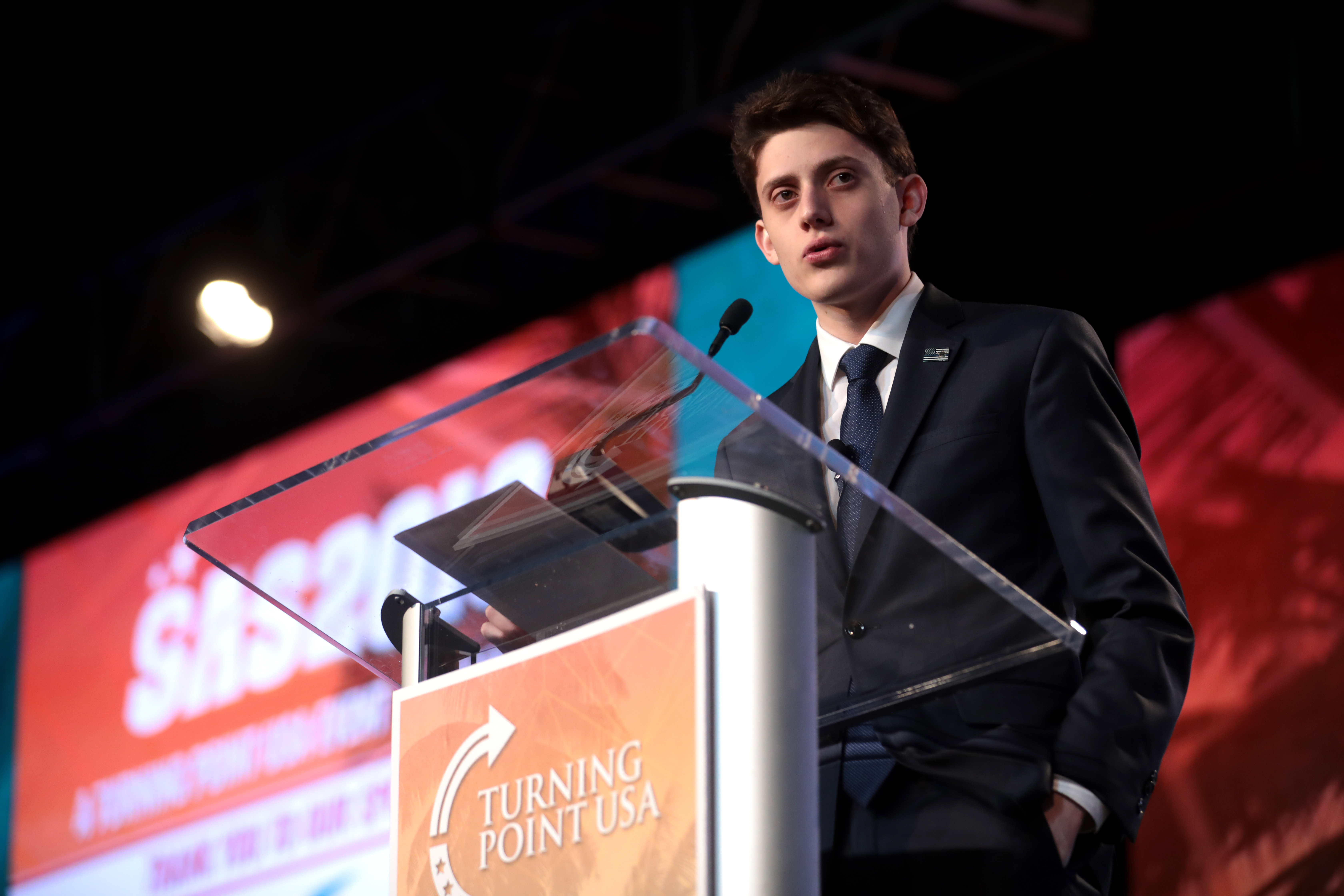
Kashuv durante la Cumbre de Acción Estudiantil 2018 organizada por Turning Point USA en Palm Beach, Florida.

Renunció a Turning Point en mayo de 2019, horas después de que excompañeros de clase amenazaran con hacer públicas capturas de pantalla de comentarios racistas que había hecho Kashuv. Kashuv negó que su renuncia estuviera relacionada con dichas acusaciones.

### Reuniones en Washington D. C.
Después del tiroteo, Michael Gruen, un comerciante de 19 años, notó las publicaciones de Kashuv en Twitter y se acercó a él y se ofreció a ayudarlo a difundir su mensaje. Con la ayuda del comentarista conservador Ben Shapiro, el exdirector de comunicaciones de la Casa Blanca Anthony Scaramucci y el exsecretario de prensa de la Casa Blanca Sean Spicer, se organizaron reuniones en Capitol Hill para Kashuv en marzo de 2018. El viaje se planeó principalmente con poca antelación, con Kashuv reaccionando: "Realmente nunca quise meterme en política". Durante su visita, Kashuv se reunió con el presidente Trump y su esposa Melania Trump, el presidente de la Cámara Paul Ryan, dos senadores demócratas (Chris Murphy y Chuck Schumer), tres senadores republicanos (Orrin Hatch, Marco Rubio y Ted Cruz), la asistente de Trump Kellyanne Conway y Jim Acosta de CNN.
En abril de 2018, Kashuv se reunió con el juez de la Corte Suprema Clarence Thomas y habló sobre su apoyo a la Segunda Enmienda.

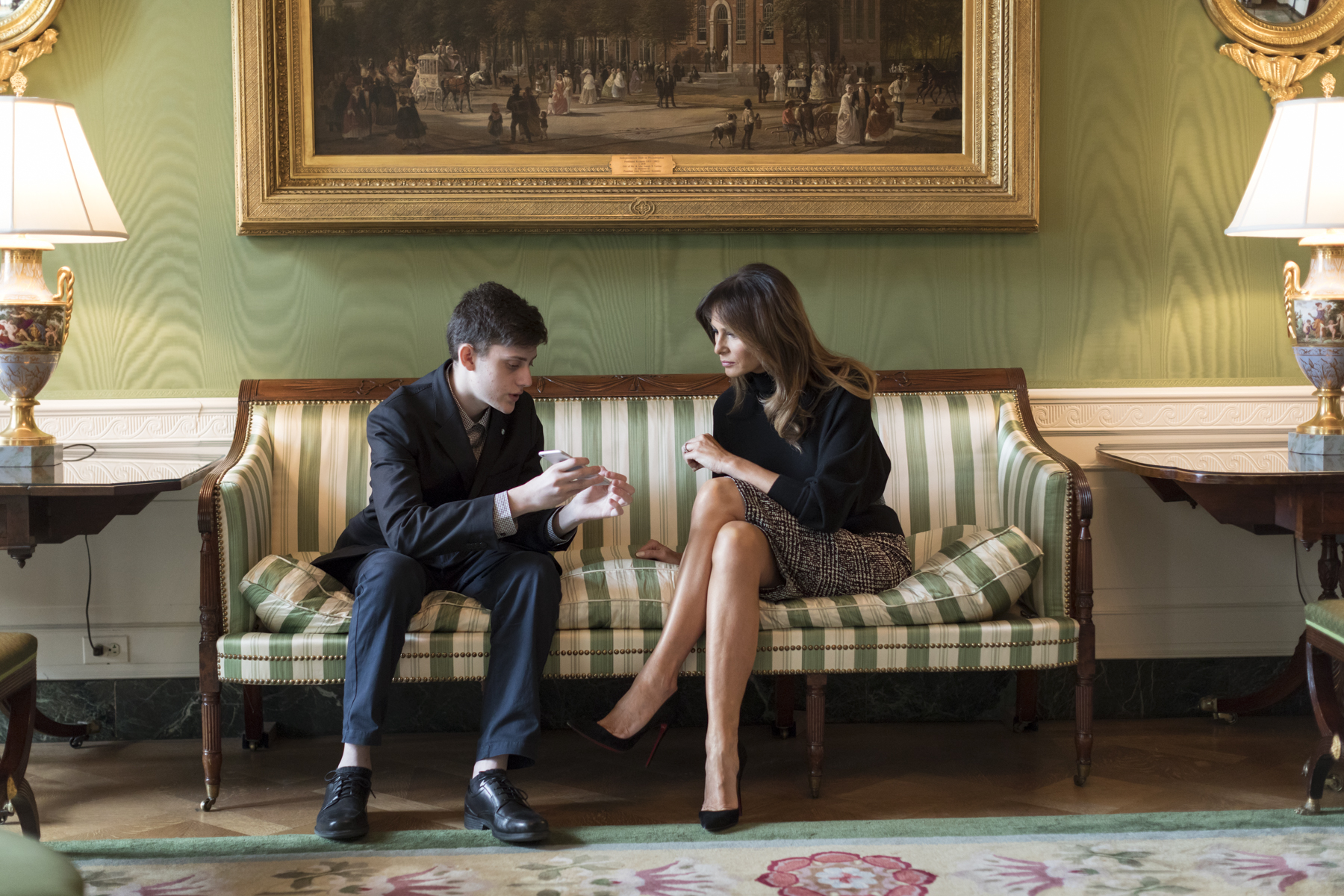
Kashuv junto a Melania Trump (2018).

## Vida personal
Los padres de Kashuv emigraron a Estados Unidos desde Israel en la década de 1990, antes de que él naciera. Creció en Parkland, Florida. Kashuv se considera políticamente conservador. Él y sus padres son judíos.
En abril de 2018, una estudiante de la escuela secundaria Lincoln Southeast en Lincoln, Nebraska, que admiraba a Kashuv por expresar puntos de vista sobre los derechos de armas contrarios a muchos de sus compañeros de clase, invitó a Kashuv a su baile de graduación. Kashuv la rechazó hasta que recibió más de 5000 retuits de su publicación con la ayuda de Ben Shapiro. Kashuv no tenía esmoquin ni boleto de avión para llegar a Nebraska, por lo que abrió una cuenta de GoFundMe, en la que logró recaudar el dinero necesario en dos horas. Kashuv la acompañó a su baile de graduación y se reunió con el gobernador de Nebraska, Pete Ricketts.